# Daventry (district)
Daventry est un ancien district non métropolitain du Northamptonshire, en Angleterre. C'était le plus grand des sept districts de ce comté. Il porte le nom de sa plus grande ville, Daventry, où siégeait le conseil de district. Les autres principales villes étaient Brixworth, Long Buckby et Weedon Bec. Le district était essentiellement rural, avec des villages comme Badby.

## Histoire
Le district de Daventry a été créé le 1er avril 1974 par le Local Government Act 1972. Il est issu de la fusion du borough municipal de Daventry avec le district rural de Daventry et une grande partie du district rural de Brixworth. Il disparaît le 1er avril 2021 et laisse place à l'autorité unitaire du West Northamptonshire.

## Géographie
Le district comprenait les villes et villages suivants :
- Althorp, Arthingworth, Ashby St Ledgers
- Badby, Barby, Boughton, Braunston, Brington, Brixworth, Brockhall, Byfield
- Canons Ashby, Chapel Brampton, Charwelton, Church Brampton, Church Stowe, Clay Coton, Clipston, Cold Ashby, Coton, Cottesbrooke, Creaton, Crick
- Daventry, Dodford, Draughton
- East Farndon, East Haddon, Elkington, Everdon
- Farthingstone, Fawsley, Flore
- Great Brington, Great Oxendon, Guilsborough
- Hanging Houghton, Hannington, Harlestone, Haselbech, Hellidon, Holcot, Holdenby, Hollowell
- Kelmarsh, Kilsby
- Lamport, Lilbourne, Little Brington, Long Buckby, Lower Catesby
- Maidwell, Marston Trussell, Moulton
- Naseby, Newnham, Norton
- Old, Overstone
- Pitsford, Preston Capes
- Ravensthorpe
- Scaldwell, Sibbertoft, Spratton, Stanford-on-Avon, Staverton, Sulby
- Teeton, Thornby
- Upper Catesby, Upper Stowe
- Walgrave, Watford, Weedon Bec, Welford, Welton, West Haddon, Whilton, Winwick, Woodford Halse
- Yelvertoft

## Source
- (en) Cet article est partiellement ou en totalité issu de l’article de Wikipédia en anglais intitulé « Daventry District » (voir la liste des auteurs).